# Pamplonita (kommun)
Pamplonita är en kommun i Colombia.   Den ligger i departementet Norte de Santander, i den norra delen av landet, 400 km norr om huvudstaden Bogotá. Antalet invånare är 4 792. Arean är 176 kvadratkilometer.
Terrängen i Pamplonita är huvudsakligen bergig, men åt sydväst är den kuperad.